# 兰德 (北部省)
兰德（法語：Lynde，法語發音：[lɛ̃d]）是法国上法兰西大区诺尔省的一个市镇，位于该省西北部，属于敦刻尔克区。

## 地理
兰德（50°42'46"N, 2°25'9"E）面积9.07 平方千米，位于法国上法蘭西大區北部省，该省份为法国最北部的省份及最长的省份，西北濒北海，西接加来海峡省，南至埃纳省和索姆省，东与比利时接壤。
与兰德接壤的市镇（或旧市镇、城区）包括：埃布兰盖姆、塞尔屈、斯塔普勒、瓦隆卡佩勒、布拉兰盖姆、勒内斯屈尔。

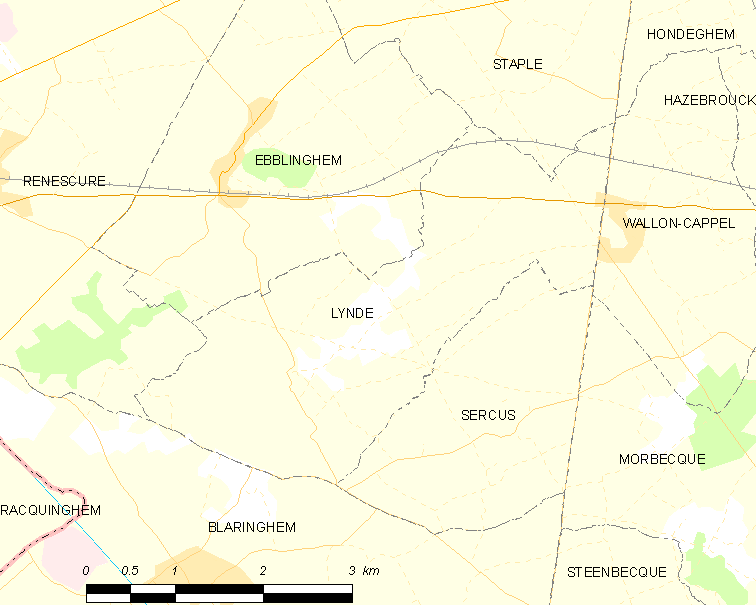
的OSM定位图

兰德的时区为UTC+01:00、UTC+02:00（夏令时）。

## 行政
兰德的邮政编码为59173，INSEE市镇编码为59366。

## 政治
兰德所属的省级选区为阿兹布鲁克县。

## 人口

1962-2008年间人口变化图示

兰德于2022年1月1日时的人口数量为782人。